# Visbuurt (Den Helder)
De Visbuurt, ook wel Pilo of Pilobuurt, is een buurt in de binnenstad van Den Helder. De buurt is in de 19e eeuw ontstaan en is vanouds een volksbuurt.

## Naam
De naam Visbuurt verwijst naar het beroep dat veel van de oorspronkelijke bewoners uitoefenden, maar al in de 19e eeuw woonden er ook havenarbeiders. De naam 'Pilo' is afgeleid van de stof voor de werkkleding die er veel gedragen werd. Het was een stevig weefsel van half katoen en half linnen.

## Geschiedenis
De Visbuurt is in de 19e eeuw ontstaan, toen Den Helder begon uit te breiden langs het kanaal en de grachten die de historische binnenstad (ten oosten van het huidige centrum) en de marinehaven met elkaar verbonden. De Visbuurt ligt ten zuiden van Willemsoord en was zodoende goed verbonden met de werfterreinen en de visserijhaven.
In de Visbuurt woonden aanvankelijk vooral vissers en havenarbeiders, maar gaandeweg ontwikkelde zich ook een middenstand. De bevolking kwam uit verschillende delen van Nederland. Zo waren veel vissers van oorsprong Urkers. Den Helder had ook een aantrekkingskracht op Friezen en Noord-Hollanders, die op het platteland steeds minder werk vonden en daarom naar de havenstad trokken.
De Visbuurt was een arme volksbuurt. De huisjes waren klein: ze bestonden enkel uit de begane grond, met in de aanbouw een keukentje en boven een zolder. Er was geen riolering in de Visbuurt. De ontlasting werd verzameld in emmers en door de gemeente opgehaald. De levensomstandigheden waren naar moderne maatstaven slecht.
In de Tweede Wereldoorlog werd Den Helder geëvacueerd. Ook de Visbuurters moesten naar andere dorpen en steden uitwijken. Na de oorlog begon de stad weer te groeien en zag men in dat het noodzakelijk was de Visbuurt te moderniseren. In de jaren 60 werd er riolering aangelegd en veel bewoners kozen ervoor hun huizen uit te breiden door er een verdieping bovenop te bouwen. Op deze manier kreeg de Visbuurt zijn huidige aanblik, met de vele dakkapellen en verschillende gevels.

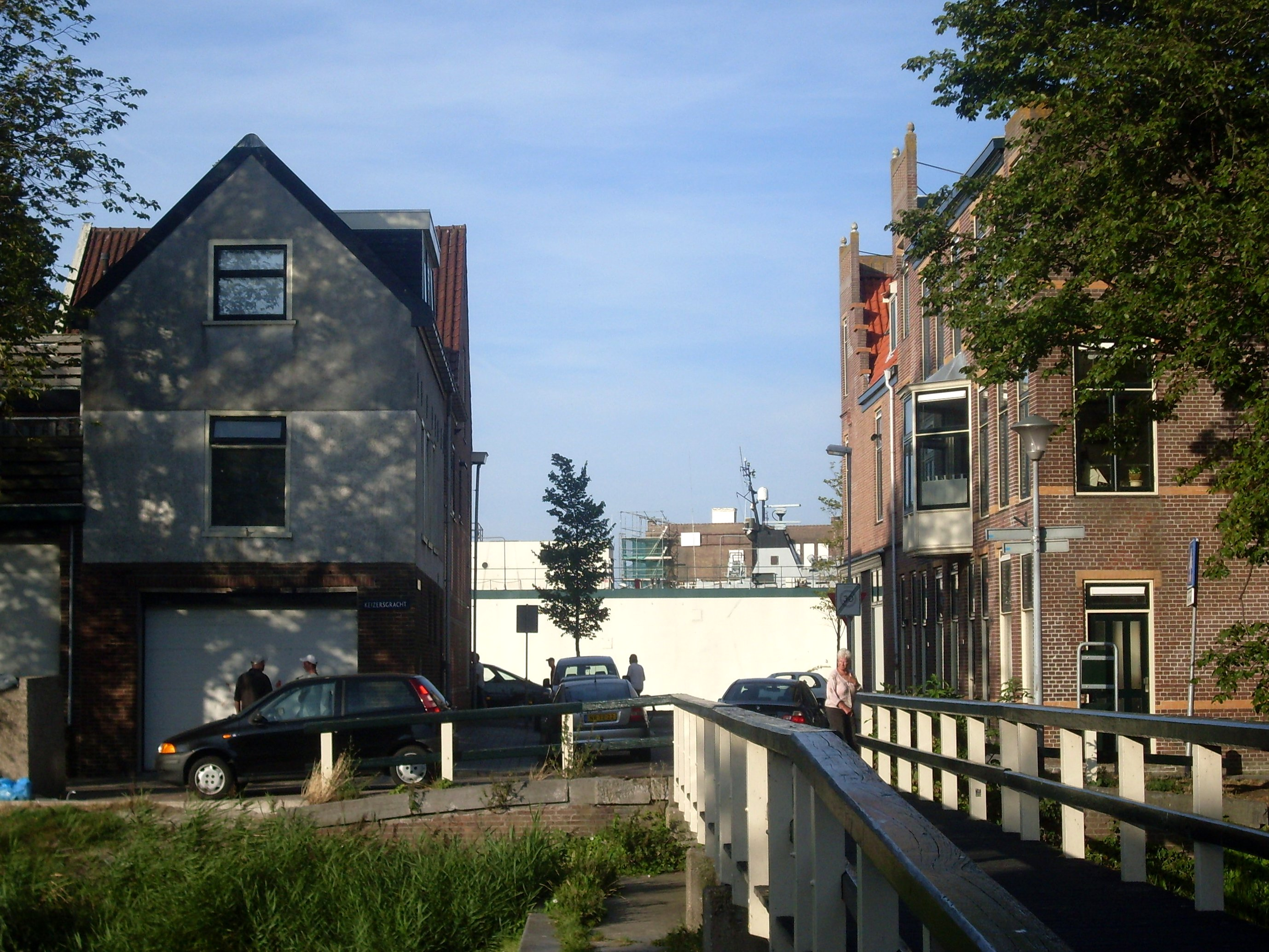
Doorkijkje naar de havens vanaf de Spoorgracht
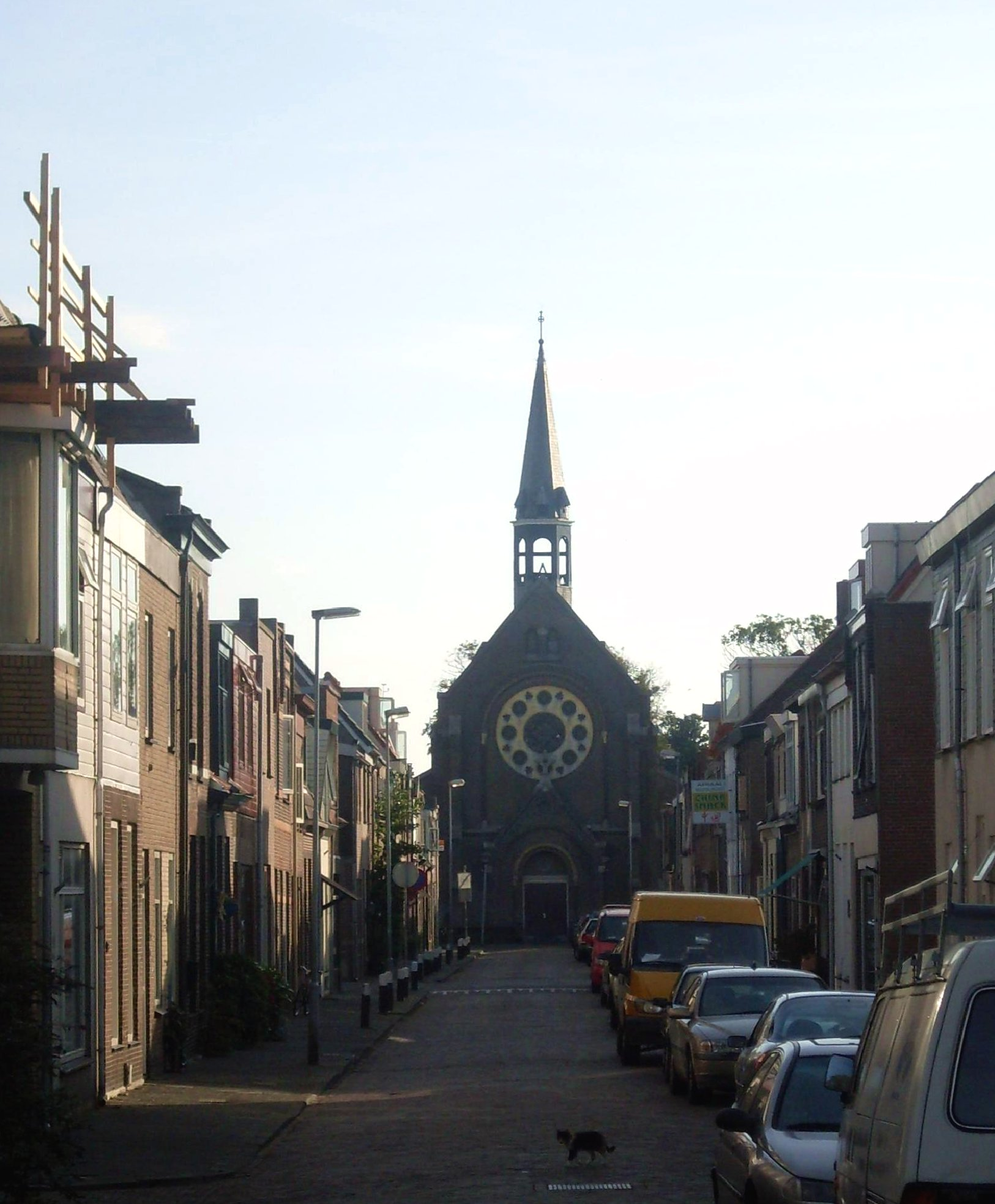
Nieuwstraat

## Bezienswaardigheden
- De Onze-Lieve-Vrouw-Onbevlekt-Ontvangenkerk, de katholieke kerk in de Visbuurt.
- De Maranethakerk, tegenwoordig in gebruik als vergaderzaal voor verschillende verenigingen.
- De oude politiepost, Spoorgracht 41, is nu een woonhuis. De cel is nog in de woning aanwezig.
- In de Janzenstraat is de oorspronkelijke bebouwing goed bewaard gebleven en gerestaureerd. De huizen hebben hier inmiddels een monumentale status.
- De Vismarkt is het centrale plein in de buurt.